# Вулиця Олександра Олеся (Київ)
Ву́лиця Олександра Олеся — вулиця в Подільському районі міста Києва, житловий масив Квітництво. Пролягає від вулиць Сергія Данченка, Межової та Генерала Грекова до Газопровідної вулиці офіційно; (фактично прокладено 2 відрізки від вулиці Сергія Данченка, вулиці Генерала Грекова до вулиця Івана Виговського).
Прилучаються вулиці Родини Крістерів, Всеволода Змієнка, Івана Виговського та Северина Наливайка (запроєктована).

## Історія
Виникла у другій половині 2010-х під проектною назвою Вулиця Проектна 12915. Назва - на честь українського поета Олександра Олеся з 2018 року. З того ж року на вулиці споруджується низка житлових комплексів: «Варшавський мікрорайон», «Варшавський - 2», «Варшавський - 3», «Варшавський+», «7 Квартал» тощо.
Станом на 2024 рік вулиця складається із двох відрізків: від вулиці Межової до Родини Крістерів, та від вулиці Всеволода Змієнка до Івана Виговського. За планом ці частини мають сполучити та продовжити до Газопровідної. Довжина вулиці становитиме 2,7 км.
У майбутньому існують плани прокласти лінію Київського метрополітену під цією вулицею, таким чином подовживши Сирецько-Печерську лінію на 2 станції.